# Gran Premio motociclistico d'Olanda 2018
Il Gran Premio motociclistico d'Olanda 2018 è stato l'ottava prova del motomondiale del 2018; ottantottesima edizione nella storia del TT di Assen, nonché settantesimo GP d'Olanda corso nel contesto iridato.
Nelle tre gare si hanno avuto le vittorie di: Jorge Martín in Moto3, Francesco Bagnaia in Moto2  e Marc Márquez in MotoGP.

## MotoGP

### Arrivati al traguardo
| Pos. | Nº | Pilota           | Squadra                     | Motocicletta       | Tempo     | Griglia | Punti |
| ---- | -- | ---------------- | --------------------------- | ------------------ | --------- | ------- | ----- |
| 1º   | 93 | Marc Márquez     | Repsol Honda                | Honda RC213V       | 41'13.863 | 1º      | 25    |
| 2º   | 42 | Álex Rins        | Suzuki Ecstar               | Suzuki GSX-RR      | +2,269    | 5º      | 20    |
| 3º   | 25 | Maverick Viñales | Movistar Yamaha             | Yamaha YZR-M1      | +2,308    | 6º      | 16    |
| 4º   | 4  | Andrea Dovizioso | Ducati Team                 | Ducati Desmosedici | +2,422    | 4º      | 13    |
| 5º   | 46 | Valentino Rossi  | Movistar Yamaha             | Yamaha YZR-M1      | +2,963    | 3º      | 11    |
| 6º   | 35 | Cal Crutchlow    | LCR Honda Castrol           | Honda RC213V       | +3,876    | 2º      | 10    |
| 7º   | 99 | Jorge Lorenzo    | Ducati Team                 | Ducati Desmosedici | +4,462    | 10º     | 9     |
| 8º   | 5  | Johann Zarco     | Monster Yamaha Tech 3       | Yamaha YZR-M1      | +7,001    | 8º      | 8     |
| 9º   | 19 | Álvaro Bautista  | Ángel Nieto Team            | Ducati Desmosedici | +7,541    | 12º     | 7     |
| 10º  | 43 | Jack Miller      | Alma Pramac Racing          | Ducati Desmosedici | +13,056   | 16º     | 6     |
| 11º  | 29 | Andrea Iannone   | Suzuki Ecstar               | Suzuki GSX-RR      | +14,255   | 9º      | 5     |
| 12º  | 44 | Pol Espargaró    | Red Bull KTM Factory Racing | KTM RC16           | +15,876   | 21º     | 4     |
| 13º  | 41 | Aleix Espargaró  | Aprilia Racing Team Gresini | Aprilia RS-GP      | +15,986   | 7º      | 3     |
| 14º  | 45 | Scott Redding    | Aprilia Racing Team Gresini | Aprilia RS-GP      | +16,019   | 17º     | 2     |
| 15º  | 26 | Dani Pedrosa     | Repsol Honda                | Honda RC213V       | +16,043   | 18º     | 1     |
| 16º  | 53 | Esteve Rabat     | Reale Avintia Raing         | Ducati Desmosedici | +16,416   | 14º     |       |
| 17º  | 38 | Bradley Smith    | Red Bull KTM Factory Racing | KTM RC16           | +29,073   | 20º     |       |
| 18º  | 55 | Hafizh Syahrin   | Monster Yamaha Tech 3       | Yamaha YZR-M1      | +33,824   | 15º     |       |
| 19º  | 30 | Takaaki Nakagami | LCR Honda Idemitsu          | Honda RC213V       | +34,037   | 13º     |       |
| 20º  | 12 | Thomas Lüthi     | EG 0,0 Marc VDS             | Honda RC213V       | +47,853   | 22º     |       |

### Ritirati
| Nº | Pilota          | Squadra             | Motocicletta       | Giri | Griglia |
| -- | --------------- | ------------------- | ------------------ | ---- | ------- |
| 9  | Danilo Petrucci | Alma Pramac Racing  | Ducati Desmosedici | 17   | 11º     |
| 10 | Xavier Siméon   | Reale Avintia Raing | Ducati Desmosedici | 17   | 23º     |
| 17 | Karel Abraham   | Ángel Nieto Team    | Ducati Desmosedici | 11   | 19º     |

### Non partito
| Nº | Pilota            | Squadra         | Motocicletta |
| -- | ----------------- | --------------- | ------------ |
| 21 | Franco Morbidelli | EG 0,0 Marc VDS | Honda RC213V |

## Moto2
Quarta vittoria stagionale per il pilota italiano Francesco Bagnaia che consolida anche la prima posizione nella classifica provvisoria di campionato. Al secondo posto giunge il francese Fabio Quartararo e al terzo lo spagnolo Álex Márquez. Nella classifica generale, alle spalle di Bagnaia resta il portoghese Miguel Oliveira e al terzo posto Márquez.

### Arrivati al traguardo
| Pos. | Nº | Pilota              | Squadra                    | Motocicletta       | Tempo     | Griglia | Punti |
| ---- | -- | ------------------- | -------------------------- | ------------------ | --------- | ------- | ----- |
| 1º   | 42 | Francesco Bagnaia   | SKY Racing Team VR46       | Kalex              | 39'30.436 | 1º      | 25    |
| 2º   | 20 | Fabio Quartararo    | Lightech - Speed Up Racing | Speed Up           | +1,748    | 7º      | 20    |
| 3º   | 73 | Álex Márquez        | EG 0,0 Marc VDS            | Kalex              | +2,179    | 4º      | 16    |
| 4º   | 23 | Marcel Schrötter    | Dynavolt Intact GP         | Kalex              | +4,094    | 2º      | 13    |
| 5º   | 36 | Joan Mir            | EG 0,0 Marc VDS            | Kalex              | +4,342    | 10º     | 11    |
| 6º   | 44 | Miguel Oliveira     | Red Bull KTM Ajo           | KTM                | +5,230    | 17º     | 10    |
| 7º   | 41 | Brad Binder         | Red Bull KTM Ajo           | KTM                | +9,568    | 22º     | 9     |
| 8º   | 10 | Luca Marini         | SKY Racing Team VR46       | Kalex              | +9,960    | 3º      | 8     |
| 9º   | 22 | Sam Lowes           | Swiss Innovative Investors | KTM                | +14,133   | 6º      | 7     |
| 10º  | 5  | Andrea Locatelli    | Italtrans Racing           | Kalex              | +14,332   | 8º      | 6     |
| 11º  | 54 | Mattia Pasini       | Italtrans Racing           | Kalex              | +18,525   | 11º     | 5     |
| 12º  | 40 | Augusto Fernández   | Pons HP40                  | Kalex              | +20,297   | 16º     | 4     |
| 13º  | 9  | Jorge Navarro       | Federal Oil Gresini        | Kalex              | +20,867   | 9º      | 3     |
| 14º  | 77 | Dominique Aegerter  | Kiefer Racing              | KTM                | +27,394   | 21º     | 2     |
| 15º  | 24 | Simone Corsi        | Tasca Racing               | Kalex              | +28,424   | 20º     | 1     |
| 16º  | 27 | Iker Lecuona        | Swiss Innovative Investors | KTM                | +28,505   | 19º     |       |
| 17º  | 64 | Bo Bendsneyder      | Tech 3 Racing              | Tech 3 Mistral 610 | +28,674   | 24º     |       |
| 18º  | 87 | Remy Gardner        | Tech 3 Racing              | Tech 3 Mistral 610 | +28,888   | 18º     |       |
| 19º  | 89 | Khairul Idham Pawi  | Idemitsu Honda Team Asia   | Kalex              | +29,441   | 12º     |       |
| 20º  | 4  | Steven Odendaal     | NTS RW Racing GP           | NTS                | +39,321   | 26º     |       |
| 21º  | 16 | Joe Roberts         | NTS RW Racing GP           | NTS                | +39,407   | 29º     |       |
| 22º  | 32 | Isaac Viñales       | SAG Team                   | Kalex              | +39,750   | 15º     |       |
| 23º  | 95 | Jules Danilo        | Nashi Argan SAG            | Kalex              | +48,946   | 30º     |       |
| 24º  | 51 | Eric Granado        | Forward Racing             | Suter MMX2         | +48,976   | 28º     |       |
| 25º  | 21 | Federico Fuligni    | Tasca Racing               | Kalex              | +1'27.879 | 32º     |       |
| 26º  | 7  | Lorenzo Baldassarri | Pons HP40                  | Kalex              | +1 giro   | 13º     |       |

### Ritirati
| Nº | Pilota        | Squadra                    | Motocicletta | Giri | Griglia |
| -- | ------------- | -------------------------- | ------------ | ---- | ------- |
| 13 | Romano Fenati | Marinelli Snipers          | Kalex        | 20   | 14º     |
| 97 | Xavi Vierge   | Dynavolt Intact GP         | Kalex        | 9    | 5º      |
| 62 | Stefano Manzi | Forward Racing             | Suter MMX2   | 6    | 25º     |
| 52 | Danny Kent    | Lightech - Speed Up Racing | Speed Up     | 0    | 23º     |

### Non partiti
| Nº | Pilota            | Squadra                  | Motocicletta |
| -- | ----------------- | ------------------------ | ------------ |
| 45 | Tetsuta Nagashima | Idemitsu Honda Team Asia | Kalex        |
| 18 | Xavier Cardelús   | Team Stylobike           | Kalex        |
| 66 | Niki Tuuli        | SIC Racing               | Kalex        |

## Moto3
Lo spagnolo Jorge Martín, dopo aver ottenuto la pole position, ottiene anche la vittoria della gara, sua quarta dell'anno, e la testa della classifica provvisoria di campionato, superando in gara il connazionale Arón Canet (detentore del giro più veloce) e l'italiano Enea Bastianini. In classifica generale dietro Martin gli italiani Marco Bezzecchi, che in questa occasione è caduto, e Fabio Di Giannantonio, giunto al nono posto.
Diverse sono state le penalizzazioni in tempo da scontare dopo l'arrivo comminate a causa di uscite dal percorso di gara prescritto.

### Arrivati al traguardo
| Pos. | Nº | Pilota                 | Squadra                    | Motocicletta  | Tempo     | Griglia | Punti |
| ---- | -- | ---------------------- | -------------------------- | ------------- | --------- | ------- | ----- |
| 1º   | 88 | Jorge Martín           | Del Conca Gresini          | Honda NSF250R | 37'56.485 | 1º      | 25    |
| 2º   | 44 | Arón Canet             | Estrella Galicia 0,0       | Honda NSF250R | +0,665    | 4º      | 20    |
| 3º   | 33 | Enea Bastianini        | Leopard Racing             | Honda NSF250R | +0,718    | 2º      | 16    |
| 4º   | 5  | Jaume Masiá            | Bester Capital Dubai       | KTM RC 250 GP | +10,842   | 20º     | 13    |
| 5º   | 84 | Jakub Kornfeil         | Redox PrüstelGP            | KTM RC 250 GP | +10,953   | 11º     | 11    |
| 6º   | 48 | Lorenzo Dalla Porta    | Leopard Racing             | Honda NSF250R | +11,321   | 5º      | 10    |
| 7º   | 40 | Darryn Binder          | Red Bull KTM Ajo           | KTM RC 250 GP | +11,343   | 23º     | 9     |
| 8º   | 19 | Gabriel Rodrigo        | RBA BOE Skull Rider        | KTM RC 250 GP | +11,737   | 10º     | 8     |
| 9º   | 21 | Fabio Di Giannantonio  | Del Conca Gresini          | Honda NSF250R | +11,756   | 7º      | 7     |
| 10º  | 42 | Marcos Ramírez         | Bester Capital Dubai       | KTM RC 250 GP | +13,066   | 9º      | 6     |
| 11º  | 8  | Nicolò Bulega          | SKY Racing Team VR46       | KTM RC 250 GP | +11,777   | 3º      | 5     |
| 12º  | 10 | Dennis Foggia          | SKY Racing Team VR46       | KTM RC 250 GP | +15,973   | 19º     | 4     |
| 13º  | 24 | Tatsuki Suzuki         | SIC58 Squadra Corse        | Honda NSF250R | +23,283   | 22º     | 3     |
| 14º  | 75 | Albert Arenas          | Ángel Nieto Team           | KTM RC 250 GP | +23,767   | 13º     | 2     |
| 15º  | 23 | Niccolò Antonelli      | SIC58 Squadra Corse        | Honda NSF250R | +25,527   | 15º     | 1     |
| 16º  | 27 | Kaito Toba             | Honda Team Asia            | Honda NSF250R | +23,850   | 21º     |       |
| 17º  | 14 | Tony Arbolino          | Marinelli Snipers          | Honda NSF250R | +24,040   | 14º     |       |
| 18º  | 65 | Philipp Öttl           | Südmetall Schedl GP Racing | KTM RC 250 GP | +25,802   | 18º     |       |
| 19º  | 71 | Ayumu Sasaki           | Petronas Sprinta Racing    | Honda NSF250R | +27,097   | 16º     |       |
| 20º  | 22 | Kazuki Masaki          | RBA BOE Skull Rider        | KTM RC 250 GP | +27,196   | 28º     |       |
| 21º  | 7  | Adam Norrodin          | Petronas Sprinta Racing    | Honda NSF250R | +27,260   | 12º     |       |
| 22º  | 41 | Nakarin Atiratphuvapat | Honda Team Asia            | Honda NSF250R | +27,403   | 25º     |       |
| 23º  | 32 | Ai Ogura               | Asia Talent                | Honda NSF250R | +27,644   | 27º     |       |
| 24º  | 11 | Livio Loi              | Reale Avintia Academy 77   | KTM RC 250 GP | +28,039   | 17º     |       |
| 25º  | 72 | Alonso López           | Estrella Galicia 0,0       | Honda NSF250R | +30,519   | 26º     |       |
| 26º  | 16 | Andrea Migno           | Ángel Nieto Team           | KTM RC 250 GP | +34,938   | 24º     |       |
| 27º  | 81 | Stefano Nepa           | CIP - Green Power          | KTM RC 250 GP | +52,070   | 29º     |       |
| 28º  | 18 | Ryan van de Lagemaat   | Lamotec Lagemaat Racing    | KTM RC 250 GP | +1 giro   | 30º     |       |

### Ritirati
| Nº | Pilota          | Squadra           | Motocicletta  | Giri | Griglia |
| -- | --------------- | ----------------- | ------------- | ---- | ------- |
| 12 | Marco Bezzecchi | Redox PrüstelGP   | KTM RC 250 GP | 21   | 8º      |
| 17 | John McPhee     | CIP - Green Power | KTM RC 250 GP | 20   | 6º      |